# Bazylika Świętego Krzyża w Warszawie

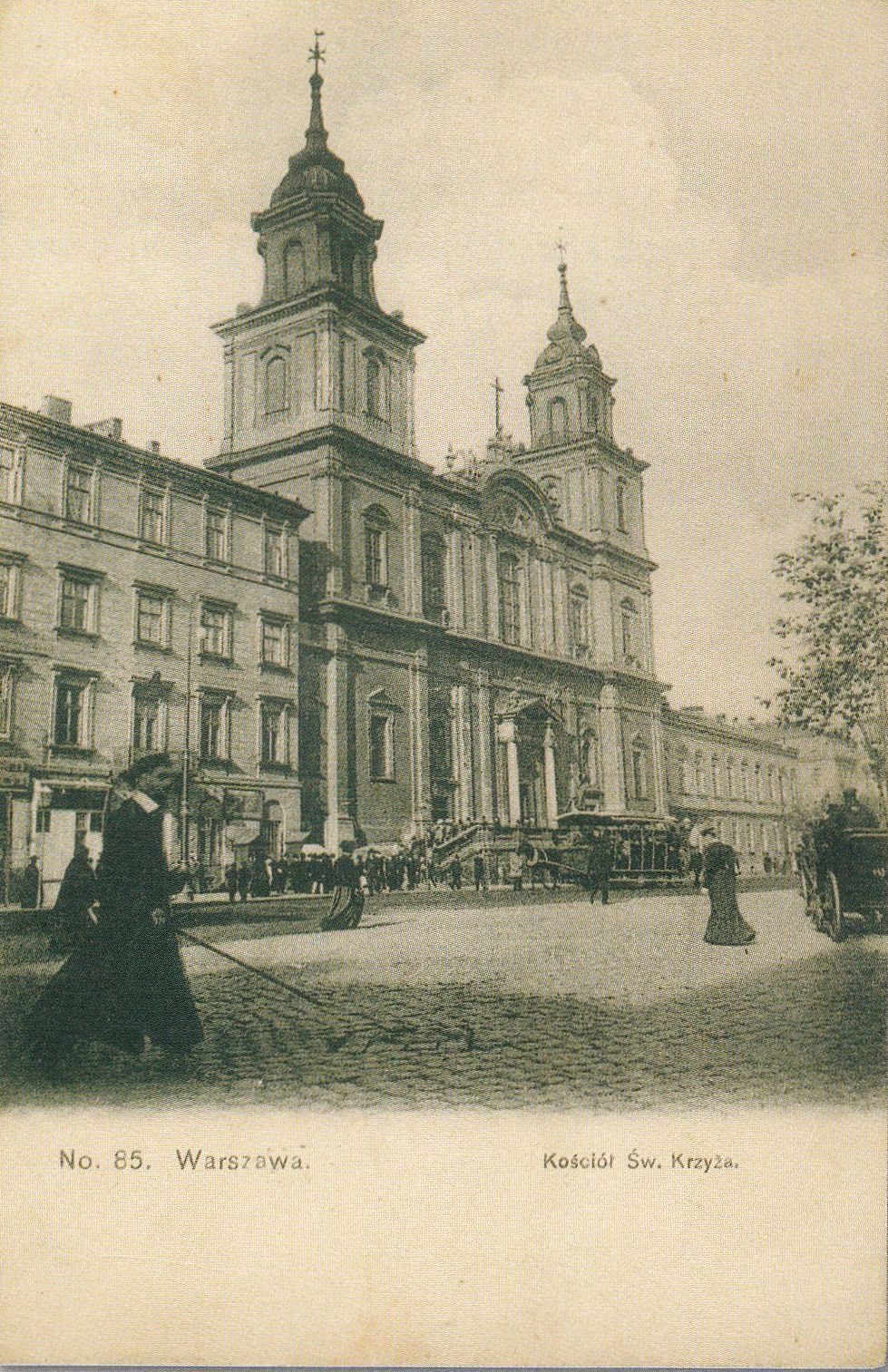
Kościół św. Krzyża ok. 1908

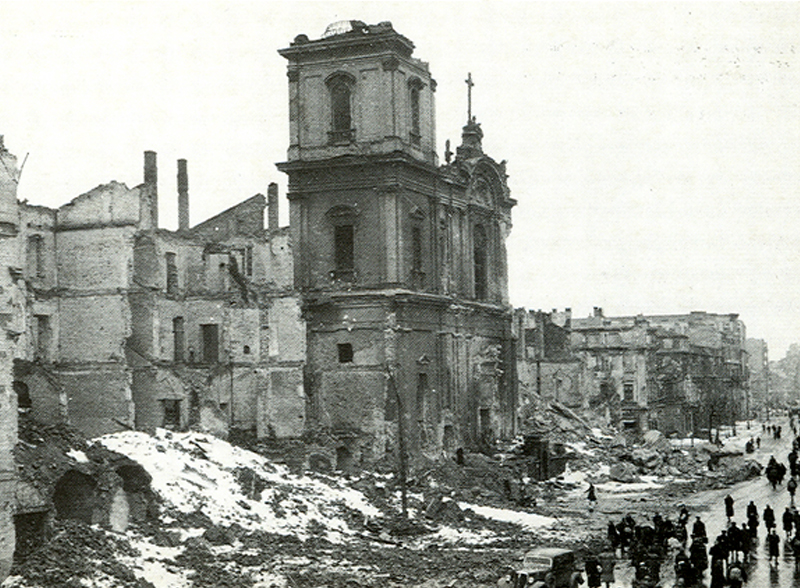
Świątynia w 1945

Bazylika Świętego Krzyża – kościół znajdujący się przy ul. Krakowskie Przedmieście 3, w dzielnicy Śródmieście w Warszawie. Jest obsługiwany przez Zgromadzenie Księży Misjonarzy.

## Historia

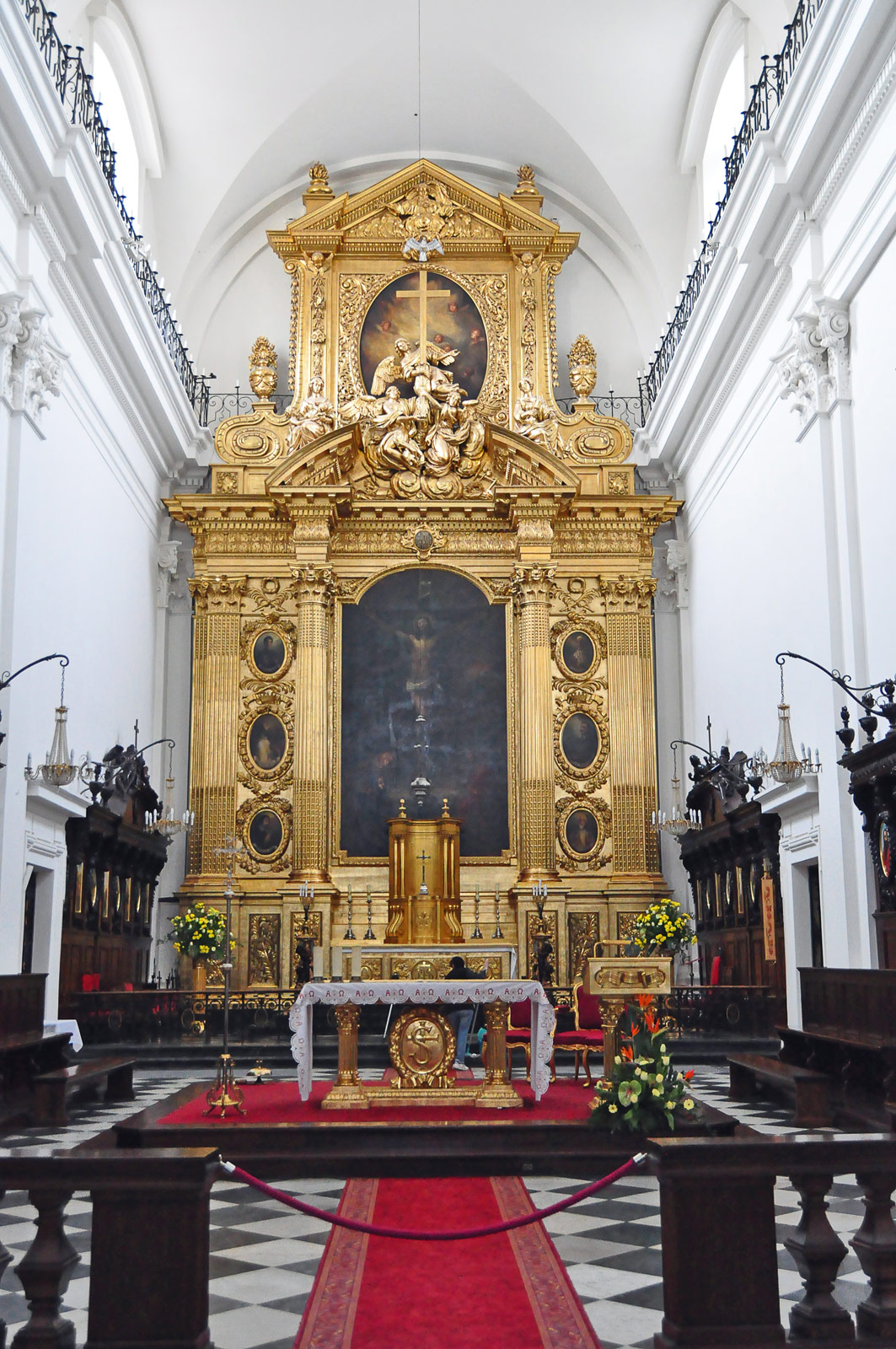
Ołtarz główny

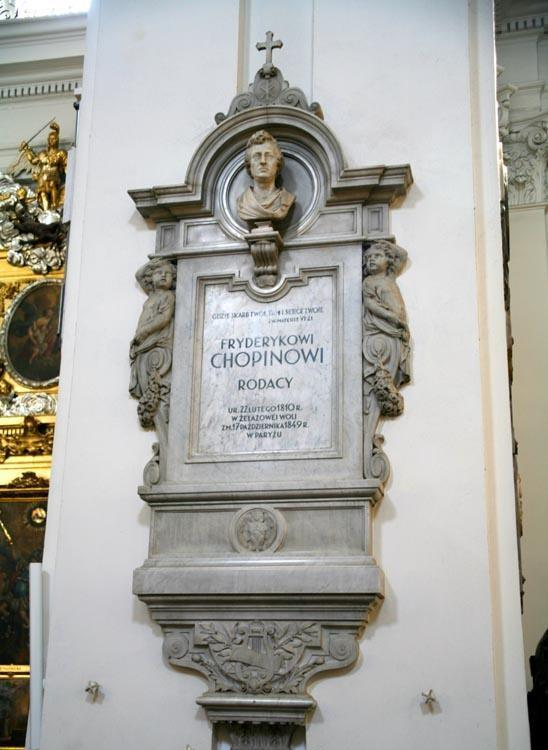
Epitafium Fryderyka Chopina, autorstwa Leonarda Marconiego, odsłonięte w 1880

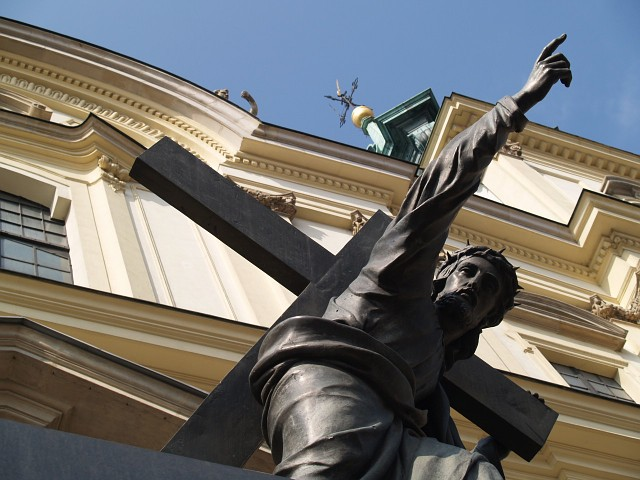
Figura Chrystusa niosącego krzyż projektu Andrzeja Pruszyńskiego przed wejściem

Pierwotnie w tym miejscu stała kaplica pod wezwaniem Świętego Krzyża, wzmiankowana w 1510.
W 1525 roku stanął tu (według różnych źródeł: drewniany lub murowany) kościółek — filia kolegiaty św. Jana, ufundowany przez Martę Möller, wdowę po warszawskim rajcy Serafinie Möllerze. Kościół przebudowano w roku 1615.
Parafię świętokrzyską erygował w 1626 roku biskup poznański Jan Wężyk.
Z dniem 1 grudnia 1653 roku, na mocy dekretu biskupa poznańskiego Kazimierza Floriana Czartoryskiego, kościół i parafia zostały przekazane misjonarzom św. Wincentego a Paulo, sprowadzonym tu na prośbę królowej Ludwiki Marii Gonzagi, żony króla Jana Kazimierza. Odtąd kościół stał się centralnym domem Zgromadzenia Misji w Polsce.
Po zniszczeniach spowodowanych potopem szwedzkim zdecydowano o budowie nowego kościoła. Został on zbudowany w latach 1679–1696 w stylu barokowym. Jego projektantem był nadworny architekt królewski, Włoch Józef Szymon Bellotti, a fundatorami – opat Kazimierz Jan Szczuka, późniejszy biskup chełmiński, i prymas Michał Stefan Radziejowski, który konsekrował kościół 14 października 1696 roku.
Nakryte późnobarokowymi hełmami wieże są autorstwa Józefa Fontany. Fasadę (1756) zaprojektował jego syn Jakub Fontana, zdobią ją figury autorstwa Jana Jerzego Plerscha. Zbudowano ją w okresie, gdy proboszczem był Piotr Hiacynt Śliwicki. 
W 1704 roku z inicjatywy ówczesnego proboszcza parafii, późniejszego biskupa, Michała Bartłomieja Tarły i Bractwa św. Rocha, działającego przy kościele od 1688, po raz pierwszy w Polsce zostało odprawione tutaj nabożeństwo gorzkich żali.
Za czasów panowania Stanisława Augusta Poniatowskiego kościół św. Krzyża był stołeczną świątynią równą kolegiacie św. Jana, ze względu na odbywające się tu uroczystości państwowe jak nadawanie Orderu Świętego Stanisława, a także uroczyste posiedzenie Sejmu Czteroletniego w pierwszą rocznicę uchwalenia Konstytucji 3 maja. Po jego zakończeniu uczestnicy przeszli w pochodzie Nowym Światem i Alejami Ujazdowskimi na teren obecnego Ogrodu Botanicznego, gdzie wmurowano kamień węgielny pod budowę Świątyni Opatrzności Bożej.
We wrześniu 1814 roku w świątyni pochowano przywiezione z Lipska zwłoki Józefa Poniatowskiego, które w 1817 zostały przewiezione do Krakowa i pochowane w katedrze na Wawelu.
Dnia 25 grudnia 1881 roku w czasie mszy w kościele wybuchła panika, w wyniku której stratowano na śmierć ok. 30 osób. Plotka, że sprawcami nieszczęścia byli Żydzi, doprowadziła do pogromu ludności żydowskiej.
Świątynia została uszkodzona w czasie obrony Warszawy we wrześniu 1939 roku. Zniszczeniu uległy m.in. obrazy: Wieczerza Pańska Franciszka Smuglewicza i Ukrzyżowanie Jerzego Siemiginowskiego. Podczas powstania warszawskiego stanowił umocniony ośrodek oporu Niemców. 23 sierpnia 1944 świątynia została zdobyta przez powstańców. 6 września 1944 Niemcy wprowadzili do kościoła dwa Goliaty wypełnione materiałami wybuchowymi. Zdetonowane pojazdy rozbiły fasadę kościoła, zniszczyły sklepienie nad dolnym kościołem, Wielki Ołtarz, ołtarze św. Rocha i św. Wincentego a Paulo. Po wojnie zniszczenia budynku oszacowano na ok. 45%.
Odbudowę świątyni zakończono w 1950.
W 1965 roku wśród uczniów XI klasy uczęszczających na katechizację przy parafii św. Krzyża powstała myśl utworzenia ośrodka akademickiego. Wprawdzie decyzją kardynała Aleksandra Kakowskiego 4 stycznia 1928 roku powstało duszpasterstwo akademickie przy kościele św. Anny w Warszawie, ale po II wojnie światowej istniały jedynie nieformalne i niejawne grupy akademickie. Studenci zbierali się w kościele od jesieni 1965 roku. Wspólnota akademicka Drzewo Życia, obecnie Duszpasterstwo Akademickie Święty Krzyż, działa do dziś.
W 2002 roku papież Jan Paweł II podniósł kościół Świętego Krzyża do godności bazyliki mniejszej.

## Opis

### Figura Chrystusa

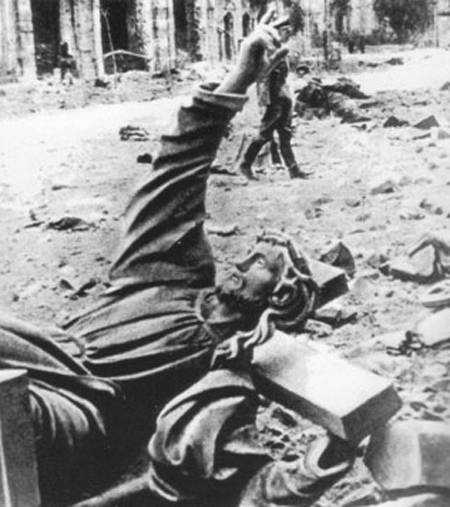
Figura wśród warszawskich gruzów, po powstaniu warszawskim 1944 r. Chrystus, choć leżący, nadal wskazywał ręką niebo

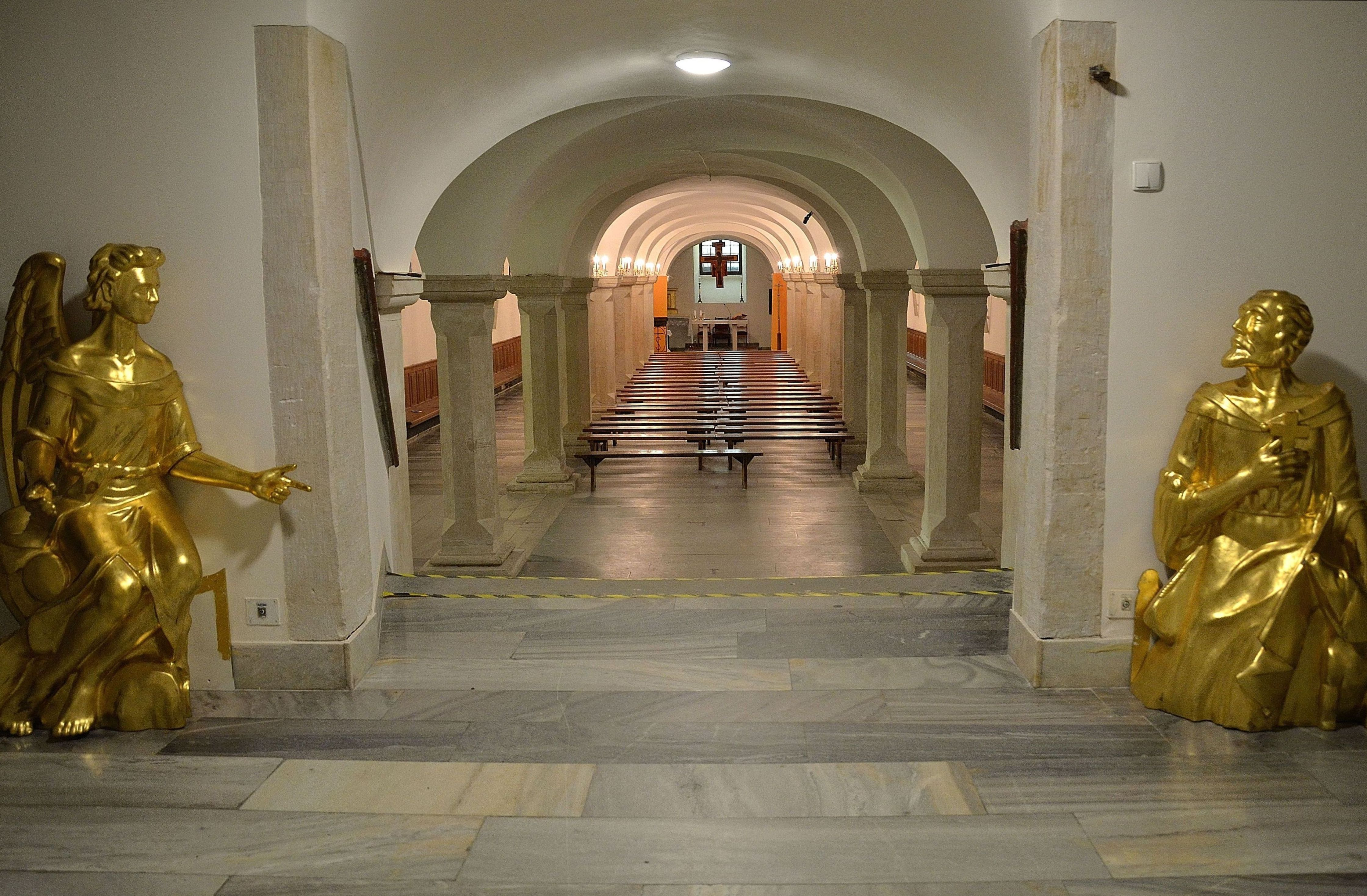
Kościół dolny

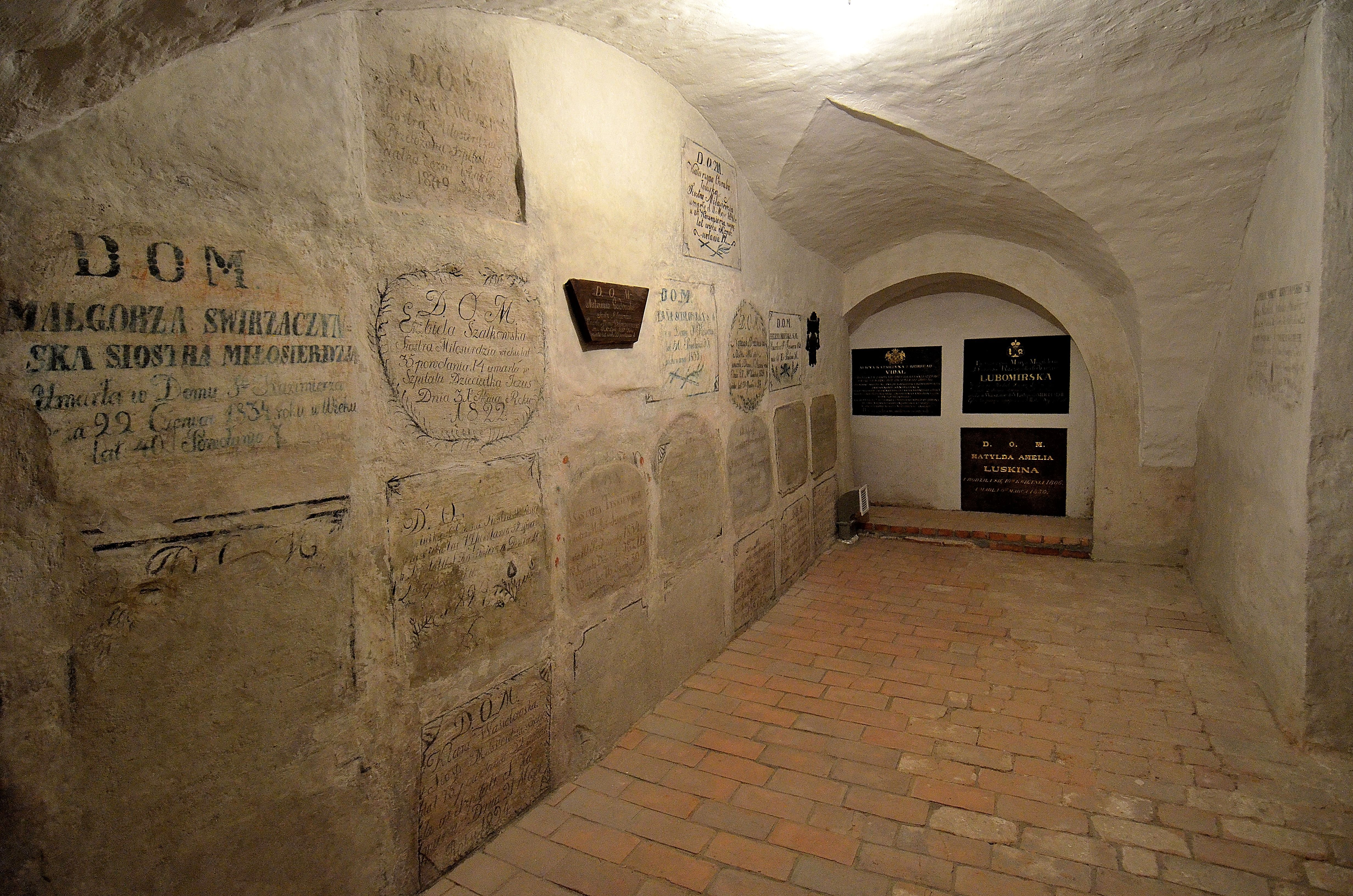
Wnętrze jednej z krypt

Przed kościołem w 1858 stanęła figura Chrystusa dźwigającego krzyż, odlana w cemencie w warsztacie sztukatorskim Ferrante Marconiego według projektu Andrzeja Pruszyńskiego, a ufundowana przez hr. Andrzeja Zamoyskiego. Po kilku latach na rzeźbie pojawiły się pęknięcia. Na łamach Wędrowca ukazał się apel o zbiórkę datków na odlew figury w brązie. W 1887 uszkodził ją szaleniec, który oderwał rękę Chrystusa. Przyspieszyło to decyzję o wykonaniu odlewu z brązu, figurę wiernie odtworzył w Rzymie w 1898 Pius Weloński, sygnując ją jednak swoim nazwiskiem. Pomnik ustawiono 2 listopada na nowym cokole z czarnego granitu, zaprojektowanym przez Stefana Szyllera, ze złoconym napisem Sursum Corda (w górę serca).
Cementową figurę Chrystusa przewieziono do Kruszyny i umieszczono na grobowcu Lubomirskich. Obecnie znajduje się ona przed tamtejszym kościołem parafialnym św. Macieja Apostoła.
We wrześniu 1944 wskutek detonacji Goliatów brązowa figura Chrystusa upadła na bruk ulicy i leżała z ręką uniesioną w górę, wskazując na napis na cokole. 22 października 1944 Niemcy wywieźli ją z Warszawy w celu przetopienia, jednak wraz z pomnikiem Mikołaja Kopernika porzucili w przydrożnym rowie w Hajdukach Nyskich, gdzie rozpoznali ją polscy żołnierze. Oba pomniki przywieziono do Warszawy i poddano renowacji w pracowni Braci Łopieńskich. Posąg ponownie stanął przed kościołem 19 lipca 1945, poświęcony w obecności Prezydenta RP Bolesława Bieruta i przedstawicieli rządu przybyłych na odsłonięcie pomnika Mikołaja Kopernika.
Losy figury zostały przypomniane przez Jana Pawła II podczas jego pierwszej pielgrzymki do Ojczyzny w czasie słynnej homilii na pl. Zwycięstwa (2 czerwca 1979), kiedy to papież mówił m.in.:
(...) Nie sposób zrozumieć dziejów narodu polskiego — tej wielkiej tysiącletniej wspólnoty, która tak głęboko stanowi o mnie, o każdym z nas — bez Chrystusa. Jeślibyśmy odrzucili ten klucz dla zrozumienia naszego narodu, narazilibyśmy się na zasadnicze nieporozumienie. Nie rozumielibyśmy samych siebie. Nie sposób zrozumieć tego narodu, który miał przeszłość tak wspaniałą, ale zarazem tak straszliwie trudną — bez Chrystusa. Nie sposób zrozumieć tego miasta, Warszawy, stolicy Polski, która w roku 1944 zdecydowała się na nierówną walkę z najeźdźcą, na walkę, w której została opuszczona przez sprzymierzone potęgi, na walkę, w której legła pod własnymi gruzami, jeśli się nie pamięta, że pod tymi samymi gruzami legł również Chrystus-Zbawiciel ze swoim krzyżem sprzed kościoła na Krakowskim Przedmieściu.

### Ołtarze i kaplice
Wymienione w kolejności od wejścia ku przodowi:

#### Lewa nawa
- kaplica św. Jana Pawła II z 2014, wykonana według projektu prof. Bogusława Smyrskiego, z rzeźbami Pawła Pietrusińskiego
- ołtarz św. Michała Archanioła i św. Aniołów (z barokowym obrazem Michała Archanioła w srebrnych sukienkach i figurami Rafała Archanioła i Anioła Stróża) z początku XVIII w.
- ołtarz św. Józefa (pierwotnie ołtarz św. Karola Boromeusza), z lat 30. XVIII w., z obrazem namalowanym przez Adolfa Hyłę
- łaskami słynący obraz św. Judy Tadeusza, autorstwa Pii Górskiej z 1938
- ołtarz św. Felicissimy – rzymskiej męczennicy, patronki parafii św. Krzyża[3], z przełomu XVII i XVIII w., z relikwiami świętej przekazanymi przez papieża Innocentego XII, powstały według projektu Tylmana z Gameren, ufundowany przez prymasa Polski Michała Stefana Radziejowskiego, którego nagrobek znajduje się obok tego ołtarza[21]
- kaplica Matki Bożej Częstochowskiej, dobudowana w 1700 przy południowej ścianie prezbiterium, z kopią obrazu Matki Bożej autorstwa Jana Nepomucena Grotta (obecnie miejsce adoracji Najświętszego Sakramentu)

#### Środkowa nawa
- ołtarz główny, tzw. Wielki Ołtarz, pierwotnie ze snycerką Matysa Hankisa z Elbląga, konsekrowany w 1696, z obrazem (obecnie kopia) Ukrzyżowanie Jerzego Eleutera Szymonowicza-Siemiginowskiego, zniszczony w 1944, zrekonstruowany w latach 1960–1972 z użyciem elementów oryginalnych
- na chórze znajdują się 58-głosowe organy z XIX w.[22], na których grał Stanisław Moniuszko, będący organistą w tym kościele[23]. Organy zostały wyremontowane w latach 2009–2010[24].

#### Prawa nawa
- kaplica Matki Bożej Katyńskiej
- ołtarz św. Rocha, pierwotnie z I połowy XVII w., całkowicie zniszczony podczas wojny, zrekonstruowany
- ołtarz św. Wincentego a Paulo (pierwotnie ołtarz Rozesłania Apostołów), z lat 30. XVIII w., całkowicie zniszczony podczas wojny, zrekonstruowany, w ołtarzu oryginalny obraz Szymona Czechowicza Kazanie św. Wincentego z ok. 1730
- ołtarz Najświętszego Sakramentu (pierwotnie Najświętszego Sakramentu i Świętej Trójcy) – Ołtarz Ojczyzny, bliźniaczy z ołtarzem św. Felicissmy, powstały według projektu Tylmana z Gameren, zniszczony w powstaniu warszawskim, zrekonstruowany jako ostatni w XXI w. Dokończenie odbudowy kościoła i wierne odtworzenie ołtarza było uczczeniem 25. rocznicy pontyfikatu Jana Pawła II i wyniesienia kościoła do godności bazyliki mniejszej. W marcu 2004 na prośbę parafian Jan Paweł II podpisał akt erekcyjny odbudowy ołtarza Najświętszego Sakramentu. Wyraził też wolę, aby ze względu na wyjątkowe znaczenie kościoła Świętego Krzyża dla Warszawy i całej Polski, był on nazwany Ołtarzem Ojczyzny[23].

### Epitafia
W filarach świątyni wmurowane są urny z sercami Fryderyka Chopina (z epitafium z kararyjskiego marmuru wykonanym przez Leonarda Marconiego, odsłoniętym 5 marca 1880) oraz Władysława Reymonta (1929).
W kościele znajdują się też epitafia m.in. bł. Honorata Koźmińskiego, Ignacego Krasickiego, Zygmunta Krasińskiego, Józefa Ignacego Kraszewskiego, Adama Mickiewicza, Bolesława Prusa, Juliusza Słowackiego, Władysława Sikorskiego, Stanisława Wigury i Franciszka Żwirki.

### Groby
- Nagrobek prymasa Michała Stefana Radziejowskiego w południowym ramieniu transeptu

## Kościół dolny
Założenie kościoła dolnego ma kształt odwróconej litery T i zostało ukształtowane do 1693. W surowym niskim pomieszczeniu zwraca uwagę duża liczba podpór oraz masywnych filarów dzielących wnętrze na nawy.
Po obu stronach długiego korytarza biegnącego pod nawą i prowadzącego z ulicy do kościoła dolnego znajdują się krypty z grobowcami m.in. marszałka Sejmu Wielkiego Stanisława Małachowskiego, księcia Adama Kazimierza Czartoryskiego (jego marmurowy nagrobek w kaplicy Matki Bożej w górnym kościele) oraz misjonarza, działacza charytatywnego księdza Gabriela Baudoina, nazywanego wielkim jałmużnikiem Warszawy.
W katakumbach w dalszej części kościoła dolnego pochowani są m.in. siostry miłosierdzia i księża misjonarze, wśród nich pierwszy wizytator zgromadzenia misjonarzy, biskup poznański Michał Bartłomiej Tarło, wysocy urzędnicy państwowi z czasów Sejmu Wielkiego, Księstwa Warszawskiego i Królestwa Polskiego: wojewoda podlaski Stanisław Bernard Gozdzki, wojewoda pomorski Jerzy Detloff Flemming, wojewoda ruski i starosta warszawski August Aleksander Czartoryski, starosta warszawski i minister stanu w Królestwie Polskim Walenty Faustyn Sobolewski, minister Tadeusz Dembowski, działacz dobroczynny Jan Tadeusz Lubomirski, działacz gospodarczy Andrzej Artur Zamoyski, Maria Anna de la Grange d'Arquien Wielopolska, siostra królowej Marii Kazimiery i żona kanclerza Jana Wielopolskiego, oraz księżna Maria Radziwiłłowa, działaczka filantropijna.

## Wydarzenia historyczne
- W 1683 król Jan III Sobieski zawierzył Bogu siebie i Ojczyznę przed wyprawą na Wiedeń[4].
- 14 marca 1745 odbył się chrzest[27][28] gen. Kazimierza Pułaskiego, marszałka Konfederacji Barskiej, bohatera walk o niepodległość USA, poległego w bitwie pod Savannah (1779)
- Od 1765 król Stanisław August Poniatowski każdego roku w dniu swojego patrona 8 maja nadawał w tym kościele Order św. Stanisława.
- 3 maja 1792 odbyło się uroczyste posiedzenie Sejmu Rzeczypospolitej, w pierwszą rocznicę uchwalenia konstytucji 3 maja, po którym wyruszyła procesja do Ujazdowa na miejsce wmurowania kamienia węgielnego pod budowę Świątyni Opatrzności Bożej.
- W 1974 w kościele głosił kazania (zwane kazaniami świętokrzyskimi) prymas Polski kardynał Stefan Wyszyński, przypominając w nich o podstawowych prawach i wolnościach obywatelskich, i opowiadając się za godnym życiem obywateli i przeciwko wszechwładzy państwa nad obywatelami.
- Wieczorem 13 czerwca 1987 spotkał się z ok. 1500 przedstawicielami środowisk twórczych z całej Polski papież Jan Paweł II. Osią papieskiej homilii były słowa z Promethidiona Cypriana Kamila Norwida: Bo piękno na to jest, by zachwycało do pracy – praca, by się zmartwychwstało[23].

## Msza radiowa
Od 21 września 1980 roku z kościoła pw. Świętego Krzyża w Warszawie transmitowana jest cotygodniowa msza. Transmisję realizuje Polskie Radio. W latach 1980–1982 msza docierała do słuchaczy za pośrednictwem Programu II (na falach średnich). Od 1982 do 1989 na falach ultrakrótkich i długich w programie IV PR, a od 1989 na falach długich w programie I PR.
Transmisja mszy w radiowym eterze była jednym z postulatów stoczniowców Sierpnia 1980. W podpisanym 31 sierpnia 1980 protokole porozumienia zawartego przez Komisję Rządową i Międzyzakładowy Komitet Strajkowy w Gdańsku znalazł się jasny zapis: Rząd zapewni transmisję radiową niedzielnej mszy w ramach szczegółowego uzgodnienia z Episkopatem.
Obecnie mszy wysłuchać można w każdą niedzielę o godzinie 9. w Programie I Polskiego Radia.

## Nazwy pochodzące od kościoła
Od kościoła wzięły swe nazwy folwark świętokrzyski, założony w XVIII w. przez księży misjonarzy, oraz nieistniejący już dziś cmentarz wokół kościoła św. Piotra i Pawła (parafii św. Barbary). Od folwarku świętokrzyskiego z kolei nazwę przejęła biegnąca przez niego droga narolna, dzisiejsza ulica Świętokrzyska. W XX w. od ulicy nazwano Park Świętokrzyski (w sąsiedztwie Pałacu Kultury i Nauki), miejską spółkę „Trasa Świętokrzyska” i zbudowany przez nią most Świętokrzyski, projektowaną arterię na przedłużeniu mostu — Trasę Świętokrzyską, a także zespół przystanków i stację metra A-14 Świętokrzyska przy skrzyżowaniu z ul. Marszałkowską.